# Бондвил (Илиноис)
Бондвил (енгл. Bondville) град је у америчкој савезној држави Илиноис.

## Демографија
По попису из 2010. године број становника је 443, што је 12 (-2,6%) становника мање него 2000. године.
| Група             | 2000.       | 2010.       |
| Белци             | 432 (94,9%) | 432 (97,5%) |
| Афроамериканци    | 2 (0,4%)    | 1 (0,2%)    |
| Азијати           | 1 (0,2%)    | 3 (0,7%)    |
| Хиспаноамериканци | 8 (1,8%)    | 6 (1,4%)    |
| Укупно            | 455         | 443         |